# Os subcapitatum
Het os subcapitatum is een incidenteel voorkomend extra handwortelbeentje, dat bij een klein deel van de bevolking voorkomt. Het is gelegen aan de palmaire zijde van de handwortel, distaal van het os capitatum, tussen dit beentje, het os trapezoides, os hamatum en het distaal gelegen derde middenhandsbeentje in. Er zijn casussen van patiënten beschreven bij wie het beentje beiderzijds werd aangetroffen.
Op röntgenfoto's wordt een os subcapitatum soms onterecht aangemerkt als afwijkend, losliggend botdeel of als fractuur.